# Любоевич, Горан
Горан Любоевич (род. 4 мая 1983 года в Осиеке) — бывший хорватский футболист, который выступал на позиции нападающего.

## Клубная карьера
Любоевич был игроком сборной Хорватии до 21 года. 13 августа 2003 года его команда одержала победу над Англией со счётом 0:3. Любоевич забил первые два мяча и отдал результативную передачу.
Любоевич был одним из лучших молодых игроков Хорватии, в 2003 году он получил приз «Надежда года». Его первыми клубами были «Динамо Загреб» и «Осиек». Он также играл в аренде за «Санкт-Галлен». В конце августа 2006 года он перешёл в «Генк».
В сезоне 2006/07 он установил рекорд сезона — пять голов в пяти играх подряд. В общей сложности он забил 12 голов за «Генк», он был лучшим бомбардиром бельгийской лиги в том сезоне по частоте голов.
В декабре 2009 года он вернулся на родину, подписав контракт с «Загребом». Он забил шесть голов за половину сезона. Это привлекло к нему внимание нескольких команд. Наибольший интерес проявили «Оденсе» и АИК. Наконец, АИК подписал с ним контракт в июле 2010 года.
В 2014 году он присоединился к сингапурскому «Балестье Халса». 7 ноября 2014 года он забил первый гол в финале Кубка Сингапура в ворота «Хоум Юнайтед», его команда одержала победу со счётом 3:1. Он закончил сезон лучшим бомбардиром клуба с 27 голами.
Его последней командой стал «Трнье» из Загреба.